# زمین‌لرزه ۱۹۳۳ یونان
زمین‌لرزه یونان  در تاریخ ۲۳ آوریل ۱۹۳۳ میلادی، برابر با ‎۳ اردیبهشت ۱۳۱۲، ساعت ۵:۵۷:۳۷ به زمان یوتی‌سی در یونان رخ داد. ژرفای این زلزله ۳۵ کیلومتر بود. بزرگی آن ۶٫۸ در مقیاس ریشتر اعلام شده‌است. زمین‌لرزه به وقت محلی در روز یکشنبه، ساعت ۷ روی داده و منطقه زمانی آن یوتی‌سی +۲ بوده‌است (با لحاظ تغییر ساعت تابستانی).
سازمان زمین‌شناسی آمریکا نیز جای این زمین‌لرزه را در مختصات ۳۶°۴۸′شمالی ۲۷°۱۲′شرقی / ۳۶٫۸°شمالی ۲۷٫۲°شرقی و بزرگی آنرا برابر با ۶٫۴ در مقیاس ریشتر اعلام کرده‌است. ژرفای گزارش شده از سوی این سازمان ۱۶ کیلومتر می‌باشد.
شمار کشتگان زلزله حدود ۷۴ نفر بوده‌است.تعداد زخمیان ۴۰۰ نفر برآورده شده‌است.